# Мирко Благојевић
Мирко Благојевић (Бријесница код Лукавца, 1. август 1956) српски је политичар, бивши предсједник Српске радикалне странке „9. јануар” и магистар правних наука.

## Биографија
Прије рата један од оснивача Српске радикалне странке у тадашњој СР Босни и Херцеговини. Исто тако приступа Српском четничком покрету још у самом оснивању, и у прво време шири покрет по Семберији; с обзиром да је пред рат живјео у Бијељини. Рат га није дочекао неспремног, него је са својим људима активно учествовао у борбама за ослобођење Бијељине и Јање, гдје су започели први озбиљнији сукоби. Исто тако командује четничким јединицама у борбама за Зворник, Брчко, Сребреницу, на Озрену. Када је Република Српска Крајина 1993. године поново нападнута, притиче у помоћ на бенковачком ратишту.
Биран је у два сазива Народне скупштине Републике Српске и једном у Парламентарну скупштину БиХ. Један је од оснивача Српске радикалне странке Републике Српске коју данас предводи Миланко Михајлица. За разлику од њега, Мирко Благојевић је након расцјепа у странци 2004. године остао вјеран идеологији др Војислава Шешеља и од тада је био предсједник Српске радикалне странке др Војислав Шешељ, која је у периоду од 2004. до 2013. имала подршку из Београда. Током 2013. године, када у странци долази до несугласица, покушана је његова смјена са чела странке, те је изгубио подршку Војислава Шешеља. Стога је његова странка 2016. године промијенила назив у Српска радикална странка „9. јануар”.
Због заслуга у рату др Војислав Шешељ га је именовао за четничког војводу. Био је првак БиХ у боксу (средња категорија) и првак БиХ у гађању из пиштоља.
Године 2018. приступио је Српској напредној странци.